# 스타 드라이버 빛의 타쿠토
《스타 드라이버 빛의 타쿠토》(일본어: STAR DRIVER 輝きのタクト スタードライバー かがやきのタクト[*])는 MBS, TBS계열 (JNN) 방송국에서 2010년 10월 3일부터 2011년 4월 3일까지 방송된 본즈 제작의 일본의 애니메이션이다.

## 프롤로그
일본 열도의 남쪽에 위치하는 남십자섬. 이 섬에 활발한 소년 츠나시·타쿠토가 「청춘을 구가한다」바깥으로 본토로부터 왔다. 페리에 놓쳐 초조해 한 타쿠토는 무모하게도 헤엄쳐 건너려고 했지만, 어이 없게 표류함. 해안에 쓰러져 있던 타쿠토를, 스가타와 그 정혼자 와코에 구조된다. 그 후, 2명과는 곧바로 친구가 되어, 남십자 학원 고등부 입학 첫날도 그 밝고 적극적인 성격으로부터, 학원의 이면과도 곧바로 친숙해져, 학원 생활은 순조롭게 스타트했다.
그러나, 이 섬에는 숨겨진 비밀이 있었다. 섬의 지하에는 「사이바디」라고 불리는 거대 병기가 안치되고 있어 「기라성 십자단」을 자칭하는 조직이 봉인된 사이바디의 힘을 풀기 위해, 봉인을 지키는 4명의 무녀를 노리고 있었던 것이다. 그리고, 봉인의 무녀의 1명“북쪽의 무녀”가 잡혀 그 봉인이 파괴됨으로, 사이버디는 시간이 멈춘 공간 (통칭“제로 시간”)의 기동이 가능해져 버린다.
입학 첫날의 밤, 타쿠토는 들어가선 안 된다는 폐광에 호기심으로부터 잠입을 시도한다. 그러나, 거기가 사이버디가 안치되고 있는 지하 유적에의 입구였다. 그리고 우연히도, 무녀의 혼자서 있는 와코를 납치한 기라성 십자단의 멤버와 마주쳐, 타쿠토도 잡혀 버린다.
기라성십자단의 필라멘트 소속 레이징 불은, 사이바디·알레피스트를 가동시켜, 와코를 사용해 제로 시간의 봉인을 풀려고 한다. 하지만, 들어올 수 없는 제로 시간에 타쿠토가 출현해, 사이바디·타우번을 소환해 알레피스트를 파괴한다. 그는, 기라성 십자단이 두려워하는 「은하 미소년」이었다. 패배를 당한 기라성 십자단이었지만, 톱이 부재의 내정을 바꾸는 호기라고 생각해 은하 미소년을 넘어뜨린 사람이 조직의 리더가 되는 것을 결정했기 때문에, 와코 뿐만이 아니라 타쿠토도 그들에게 표적이 되게 되었다. 한편 타쿠토도, 와코가 사이바디의 봉인을 유지하기 위해서 섬 바깥에 나올 수 없다는 것을 알고, 그녀를 구할 수 있도록 기라성 십자단의 사이바디를 모두 파괴하는 것을 결의한다. 이렇게 해서 타쿠토는, 청춘 넘치는 학원 생활과 함께 기라성 십자단과의 싸움에 몸을 던지게 되는 것이었다.

## 등장 인물

### 남십자 학원·연극부 「야간 비행」
본작의 주요 멤버가 입부하고 있는 동아리. 현재 부장은 사리나로 연극 부원은 6명(와 1마리)(미즈노는 도중 퇴부). 그들 이외에도 많은 준부원이 존재하고 있어, 필요에 따라서 여러 종류의 일을 도움을 받고 있다. 고문은 학원장. 연극 부원은 전원, 사이바디의 비밀을 알고 있다.
츠나시 타쿠토 (ツナシ タクト)
성우 - 미야노 마모루
본작의 주인공. 15세. 남십자 학원 고등부 1학년. 붉은 머리카락이 특징. 섬의 해변에 밀려왔고 해변에 있던 스가타와 와코에 구조되었지만, 본인 왈, 본토에서 남십자섬에 단신으로 헤엄쳐 건너 왔다고 한다. 단정한 용모와 밝고 적극적이고 꾸밈 없는 성격으로부터, 전학 직후에 학원의 인기인이 된다. 학원 생활이 계속되어 갈 때, 여자로부터의 인기가 높아졌다. 생일은, 스가타와 같은 날.
22번째의 사이바디 「타우번」이라고 아프리보와제 하는 것이 가능하고, 이야기 시작부터 사이바디에 직접 탈 수 있는 제3페이즈의 스타 드라이버이기 때문에, 기라성 십자단에서는 「은하 미소년」이라고 불리고 있다. 가슴에 「×」(페니키아 문자, 읽기는 타우, 「표」 또는 「교차」의 의미를 가진다)의 형태를 한 상처와 그것과 겹치는 「징표」가 있어, 타우번과 아프리보와제 할 때 빛난다. 이 「징표」는 1년 전, 상처를 입었을 때에 조부 이쿠로부터 계승하고 있다.
스가타와는 와코와의 관계에서 처음은 별로 친밀하지 않았지만, 그가 아프리보와제 했을 때의 소동에 의해 와코를 둘러싼 라이벌 겸 친구가 되었다. 또, 그로부터 무도를 배워 부족한 검술을 연마하고 있다.
신도 스가타 / 킹 (シンドウ スガタ/ キング)
성우 - 후쿠야마 쥰
타쿠토의 클래스 메이트로, 남십자섬의 명가 신도가의 계승자. 15세. 청발이 특징. 가슴에 「사메크」( 「기둥」또는 「물고기」의 의미를 가진다)의 징표가 있어, 왕의 사이바디 「자메크」에 탑승하는 자격을 가지게 된다. 제1페이즈에서 각성 후 제로 시간에 움직이게 되어, 구체 안에서 타우번의 싸움에서 왕의 기둥으로 원호한다.
쿨하고 온화한 성격과 어딘가 근심을 띤 단정한 용모로부터 남녀들 사이에서 인기가 높고, 섬에 전해지는 신도류의 검도의 달인. 와코와는 소꿉친구이자 약혼. 평상시부터 나이프를 가지고 다니고 있지만, 이것은 와코를 지키기 위해, 와코의 생일에 건네주었다.
자메크와 아프리보와제 해 제1페이즈의 능력으로, 강력한 에너지를 쏟아지게 한 근처 일대를 공격하는 「왕의 기둥」을 사용하면, 영원히 잠들어 버리는 위험성이 있었기 때문에, 오랫동안 아프리보와제 할 것은 없었지만, 습격당한 와코를 지키기 위해서 아프리보와제 한 것으로 혼수 상태에 빠져 버렸다. 다행히, 타쿠토와 온디누의 사이바디 전투 중에 각성 한 후에 운명을 바꿀 수 없다는 걸 알게 되어, 일시적으로 타쿠토와의 관계가 험악하게 되지만, 타쿠토와 진심으로 싸움을 펼쳐 본심을 서로 부딪혀 진심을 안 후에 본래의 성격으로 돌아와 타쿠토나 와코와도 친하게 지내고 있다. 하지만 학원제의 공연 이후, 타쿠토에게 와코를 걸고 시합을 걸거나 타쿠토의 눈앞에서 와코를 데이트 신청하는 등 이상한 행동을 보이고 그 날 일어난 기라성과의 전투 후에, 갑작스럽게 기라성 십자단 제1대 황제 대표 킹으로서 참가한다.
각본·에노키도는 「본래라면 이 이야기의 주인공은 스가타이지만, 타쿠토가 온 것에 의해서 바뀌어 버렸다」라고 말하고 있다.
아게마키 와코 (アゲマキ ワコ)
성우 - 하야미 사오리
본작의 히로인. 15세. 타쿠토의 클래스 메이트. 사이바디의 봉인을 담당하는 사방의 무녀의 1명이자 미나미의 무녀(남쪽의 무녀)이며, 남쪽의 봉인은 제로 시간에 관련한다고 한다.또, 가슴에는 「y」(「열쇠」또는 「갈고리」 의 의미를 가진다)의 징표를 가진다. 징표의 힘을 사용하는 것으로, 부당하게 올려진 페이즈를 강제적으로 해제할 수 있다(카나코는 「좋아하는 남자가 다른 여자와 있으면 하고 있는 것이 허락할 수 없게 되었을 뿐」이라고 추측하고 있다).
밝고 쾌활한 성격으로, 외모와 다르게 상당히 대식가이며 약간의 망상증이 있어 주변에서 그것을 간파하고 있다. 스가타와는 소꿉친구이며, 섬의 관례를 위해서 그와는 약혼관계.
사방의 무녀라고 하는 의무를 완수하기 위해, 자신의 사이바디의 봉인을 풀지 않는 이상 일생 동안 섬 밖에 나갈 수 없다. 노래가 능숙해서, 도쿄에 나와 가수가 되는 것이 꿈이지만, 초등 학생 때 사이바디와 아프리보와제 하는 바람에 사이바디가 가진 기억을 공유하여 무녀의 운명을 알게 되고, 가수의 꿈을 포기했다.
스가타의 약혼으로 그를 소중히 생각하지만 타쿠토도 은근히 신경이 쓰이고 있어 호의를 갖는 있는 모습. 두 명이 자신에게 연애 감정을 안고 있는 것에는 농담과 같이 받아들이고 있는 장면도 있어, 깨닫고 있는지는 불명.
제19화에서 생일을 맞이했을 때, 타쿠토에겐 회중 시계를, 스가타로부터 나이프를 받았다.
엔도 사리나 (エンドウ サリナ)
성우 - 사카모토 마야
남십자 학원 고등부 3학년. 타쿠토 일행이 입부한 연극부 「야간 비행」의 부장. 3년 전에 도쿄로부터 온 외부 출신자이지만, 기라성 십자단이나 제로 시간의 존재를 알고 있기 때문에, 타쿠토 일행의 좋은 상담자.
부부장(나비) (副部長（ふくぶちょう）)
사리나의 주위에 언제나 있는 여우처럼 생긴 조그만 동물. 신출귀몰로 어디에서도 나타나 부원에게서는 「부부장」이라고 불려 귀여워하고 있다.
제3화에 대해 카나코에는 쥐 취급해 되었다(그 때에 「―――아마 쥐는 아니다.」라는 텔롭과 노란 쥐와 같은 캐릭터의 그림이 나타났다). 제22화로, 그야말로 사람의 말을 이야기하고 있을까와 같은 연출이 되었다(그 때의 소리는 다나카 사에키가 담당)가, 명확하게 부부장이 말하고 있는 그림이 있던 것은 없기 때문에, 정말로 말할 수 있는지는 불명.
스메라기 타이거 (スガタメ タイガー )
성우 - 토우야마 나오
15세. 남십자 학원 고등부 1학년. 신도가를 시중드는 메이드. 단발에 안경. 어릴 적부터 신도 가에서 스가타를 위해 일해 왔으며, 스가타를 좋아하지만 와코의 존재 때문에 감정을 드러내지는 않고 있다. 사이바디나 기라성 십자단의 비밀에 대해서도 알고 있다. 이브로뉴에 조종되어 사이바디 「헤겐트」의 스타 드라이버로 조종 당한 적이 있다.
야마스가타 재규어 (ヤマスガタ ジャガー)
성우 - 우시타 히로코
16세. 남십자 학원 고등부 2학년. 타이가와 함께 신도 가에서 일하는 메이드. 장발에 안경. 스가타의 선배에 해당하지만 선배 소리를 듣는 것을 거북해 한다.
요우 미즈노(ヨウ ミズノ)
성우 - 히다카 리나
15세. 남십자 학원 고등부 1학년. 타쿠토의 옆반 1학년 2반 클래스에 다니는, 학원에선 「마법소녀」라고 불리고 있는 소녀. 새와 마음을 다니게 할 수 있어 대화할 수 있다. 까마귀의 새끼를 구해 주었던 것이 계기로 타쿠토에게 한 눈에 반해, 연극부「야간 비행」에 입부한다.
어릴 적에 모친(후지노)에게 버려져 숙모의 집에서 쌍둥이의 언니 마리노와 살고 있다. 실은 사이바디의 봉인을 담당하는 사방의 무녀의 1명이자 니시의 무녀(서쪽의 무녀)이며, 무녀의 사이바디 「메무나」와 아프리보와제 할 수 있어 「징표」를 가지고 있으면서도 제로 시간의 소집을 무의식 중에 거부하고 있던 상급 드라이버이기도 하다.「메무」( 「물」의 의미를 가진다)의 징표를 가지고 있는, 봉인이 파괴된 후도 마리노가 있는 것부터 징표는 없어지지는 않았다. 마리노는 미즈노가 니시의 무녀임을 알고 있었지만, 정작 미즈노 자신의 능력이나 무녀의 운명에 관해서는 자세히 몰랐다.
어릴 때 어머니에게 버려진 쇼크로 인해 '외톨이가 되고 싶지 않다'란 생각으로부터, 제1페이즈의 힘으로 자신과 쏙 빼닮은 마리노를 만들고 슬픈 기억을 잊으며 살고 있었다. 학원제의 공연으로 타쿠토와의 키스 씬을 연기하게 되어 들떠 있었지만, 타쿠토가 와코를 좋아한다는 걸 눈치채 실망한다. 게다가 어머니가 섬에 돌아온 것으로부터 상심해, 도망가려 섬에서 나오려고 하지만, 봉인이 풀리지 않은 무녀이기에 섬을 나가는 일은 허락되지 않고, 울고 있던 것을 와코가 도울 수 있었다.
그녀가 니시의 무녀인 것은 어릴 적부터 가족 이외에는 숨겨져 있었지만, 마리노의 실언으로부터 기라성 십자단에 알려져 버려, 니시의 봉인은 파괴되고 만다. 그 때, 타쿠토도 자신과 닮은 자라난 사정을 알아, 모친을 만나고자 마리노와 함께 섬을 나가게 된다.
우스이 켄조(ウスイ ケンゾウ)
성우 - 호우키 카츠히사
남십자 학원의 학원장으로, 연극부 「야간 비행」의 고문도 하고 있다. 온후한 인물.

### 기라성 십자단
사이바디의 봉인을 풀어, 남십자 섬 바깥으로 나오게 하려는 비밀 조직. 아지트는 남십자 학원 학원기숙사의 뒷산의 폐광에 있어, 멤버는 남십자 학원의 학생과 교직원으로 구성되어 있다. 1~6의 대로 나눌 수 있는(제1대는 결번), 각각 코드네임으로 서로 부르며 오른손으로 V싸인을 한 상태로 더욱 엄지를 세워 왼쪽에 약 90도 기울여 V싸인이 우목의 부분에 오도록, 「기라성!」라고 선언하는 것이 단원 사이에서의 인사의 작법(왼손으로 실시하는 경우는 좌우역이 된다)이 되고 있다.
이 작법을 실시하면, 단원은 반사적으로 이 행위로 반응하기 때문에, 단원인지 신변 확인도 할 수 있다. 단원끼리라도 서로의 정체는 모르는 경우가 많다. 그들이 쓰고 있는 가면은, 서로의 정체를 숨기는 것 외에도, 제로 시간의 활동을 가능하게 하거나 사이바디와 아프리보와제 할 때도 사용된다.

#### 제1대 황제(エンペラー)
유일하게 구성원이 없으며, 실질적으로 존재하지 않는다. 최초부터 자메크의 스타 드라이버=스가타를 대표에 앉힐 수 있도록 준비되어 있던 대이지만, 베니오나 헤드의 스카우트 계획은 실패하고 만다. 하지만 갑작스럽게 나타난 스가타가 대표인 킹으로 참가했다. 부대의 마크는 왕관.

#### 제2대 베니싱 에이지(バニシングエージ)
대표는 헤드. 헤드 부재시에 대리는 마리노(맨티콜)가 대표 대행을 맡았다. 마리노 이외의 멤버는 같은 방에 모여, 「진정한 기라성」 「베니싱 에이지」를 표어로 일을 하고 있다. 멤버(의장, 맨티콜을 제외한)는 전원 진짜 징표를 가지고 있다. 부대의 마크는 스페이드.
미야비 레이지(츠나시·토키오) / 헤드
성우 - 이시다 아키라
기라성 십자단 제2대 「베니싱 에이지」를 인솔하는 청년. 사이바디 「레슈발」의 스타 드라이버. 톱을 잠정으로 대행하고 있지만, 은하 미소년을 넘어뜨린 사람을 새로운 톱으로 하자고 제안했다. 앞을 내다보는 통찰력과 술책에 뛰어나 평상시는 냉정 침착하지만 때에 따라서 감정적으로 변한다. 프라이빗에서는 침대에 누우면서 북의 무녀(사카나)의 옛날 이야기를 듣고 있었지만, 이야기의 결말이 마음에 들지 않아 그녀를 내쫓아 버렸다. 원래는 그림을 그리는 것이 취미로, 잠시 그리는 것을 그만두었지만 스가타와 만나 다시 그리기 시작했다. 제1페이즈의 능력으로 백색의 스타 소드 디아맨을 사이바디에 탑승하는 일 없이 사용하고 있다.
실은 「레슈」(「머리」의 의미를 가진다)의 징표를 가지는 「은하 미소년」이며, 「징표」를 가지면서 제로 시간에의 소집을 거부할 수 있는 상급 드라이버의 한 명.
제9화 이후, 기라성 십자단 멤버로부터 제3페이즈에 도달하는 사람이 나타날 때까지, 은하 미소년과 싸워도 헛됨이라고 판단해 휴직 선언을 실시했다. 휴직 선언 후는 섬에서 제일 높은 장소에서, 스가타와 만나게 되고, 그를 기라성 십자단 제 1대 「황제」의 대표로 하려 하지만 실패했다. 제14화부터 복귀해, 제16화에서 니시의 봉인을 파괴하여 제3페이즈 상태가 되어, 일시적으로 타쿠토를 압도하지만 패배한다.
그 정체는 이쿠로의 아들 토키오이며(즉 타쿠토의 부친이다), 그로부터 타우의 징표를 물려받지 못함으로 츠나시 가를 가출, 다른 징표를 구하려 할 때 기라성 십자단의 소문을 우연히 들어 남십자섬을 방문했다. 거기서 카타시로 료스케와 그 정혼자 소라, 신고 일행과 만나 친해지고 소라를 임신시키지만, 기억이 결핍 하고 있는지 단순한 무관심 이유인가, 소라가 섬을 언제 나왔는지조차 기억하지 못한다. 신고로부터 「신」의 징표를 양도하기 전에 그가 어떤 이유로 혼수 상태에 빠졌기 때문에(요즘 카타시로 료스케으로부터 「레슈」의 징표를 양도하고 있다), 현재에 이르기까지 신고를 눈을 뜨게 한 징표를 받는 것이 목적의 하나가 되어 있다. 카타시로 료스케가 늙고 있는 반면에, 이유는 불명하지만 헤드와 신고만이 젊은 외관을 유지하고 있다. 카타시로 료스케 왈 「마음이 제로 시간에 붙잡히고 있다」.
카타시로 료스케 / 의장(의장) (カタシロ リョウスケ / 議長（ぎちょう）)
성우 - 미키 신이치로
왼쪽 눈에 안대를 하고 있는 장년의 남성. 헤드의 과거를 알고 있다. 남십자 학원의 이사장 대행과 기라성 십자단의 총회 의장을 맡는다. 베니싱 에이지의 비밀 회합에 참가하고 있었다.
본래「레슈」의 징표의 소유자로, 결국은 레슈발의 스타 드라이버였다. 기라성 십자단으로서의 일은 부모로부터 물려진 일로, 자유분방하게 사는 헤드를 부럽게 생각했다. 소라와 약혼자였지만, 제1페이즈의 능력에 의해 소라가 토키오(헤드)에 빼앗기는 사실도 알고 있었고, 그 생각을 듣지 않고 있었다. 그리고 그 결말을 보지 않기 위해 보지 않았던 결과, 왼쪽 눈이 보이지 않게 되어 버린다. 소라가 섬을 나온 후, 토키오에 징표를 건네준다.
타쿠토가 가지고 있던 회중 시계도 원래는 카타시로 료스케의 소지품으로, 소라가 섬을 나오기 전에 소라에 건네주었다. 후에 회중 시계는 와코의 손에 들어가고, 그녀가 타쿠토 일행과 놀고 있는 것을 목격했을 때, 그 사실을 눈치챘다.
요우 마리노 / 맨티콜 (ヨウ マリノ / マンティコール)
성우 - 히로하시 료
15세. 남십자 학원 고등부 1학년의 천재 스포츠 소녀. 발견시부터 파괴되어 있었지만 무녀들을 간파할 수 있는 사이바디 「아인고트」의 스타 드라이버. 휴직 선언에 의해 행방불명이 된 헤드를 대신해, 베니싱 에이지의 대표 대행이 위임된다. 아인고트의 스타 드라이버가 되기 위해서는 아인고트의 방에서 하룻밤 있어야 하지만, 윈도 스타 말로는「여성들은 도저히 견딜 수 없다」라는 말하지만 참아냈을 정도의 강한 정신력의 소유자. 쌍둥이의 여동생인 미즈노를 소중히 생각하고 있어 미즈노가 니시의 무녀란 것, 기라성 십자단으로부터 숨기려고 한다. 그 때문에 기라성 십자단에서도, 「니시의 무녀는 더 이상 이 세상에는 없다」라고 거짓말을 해 속이려고 했지만 자메크의 징표를 가지는 것이 태어난 해에는 반드시 네 명의 무녀가 탄생한다고 하는 사실과 일치하지 않는 것으로부터 반대로 의심받아 버린다.
평상시의 생활 때는 조용하고 사려깊은 성격이지만, 기라성 십자단때는 성격이 180도 달라져, 이상하게 하이 텐션으로 명랑한 모습이다. 자신과 같이 「괜찮아의 주문」을 사용한 타쿠토에게 호의를 가지게 되지만, 미즈노의 기분을 우선해 그 기분을 털어 놓지는 않는다.
재생시킨 아인고트에 의해 무녀의 탐색을 실시하지만, 그 때 미즈노의 모습이 보였을 때에 미즈노와의 추억에 자신이 존재하지 않아 당황한다. 그 후 아인고트에 받아들여져 스스로의 의사에 의해 폭주하게 되지만, 타쿠토에 의해 구출된다. 그 정체는 어릴 적의 미즈노가 제1페이즈의 힘으로 만들어 낸 미즈노의 분신이지만, 니시의 봉인이 파괴된 후에 계속 존재해 미즈노와 함께 섬을 떠나게 된다.
보우 츠키히코 / 스틱 스타 (ボウ ツキヒコ / スティック スター)
성우 - 스즈무라 켄이치
남십자 학원 고등부 3학년. 베니싱 에이지에 소속, 사이바디 「라메도스」의 스타 드라이버.「라메드」( 「찌르기봉」의 의미를 가진다)의 징표를 가진다. 마리노에 비밀로 타케오나 긴타 등과 연합을 가지고 있었다. 맨티콜은 용무가 없어지면 버리게 되려고 생각하고 있다.
제2페이즈에서도 충분히 이길 수 있다고 생각해 타우번에 도전해 패배하지만, 져도 상관없다고 결론 짓고 있던 것 같아서 , 패배 후에 역시 제3페이즈가 되지 않으면 이길 수 없다고 생각을 바꾸어 빨리 니시의 무녀를 찾으라고 의장에게 고했다.
타쿠미 타케오 / 소드 스타 (タクミ タケオ / ソード スター)
성우 - 카지 유우키
남십자 학원 고등부 1학년으로, 미즈노와 마리노의 클래스 메이트. 베니싱 에이지에 소속, 사이바디 「자이나스」의 스타 드라이버. 「자인」( 「무기」의 의미를 가진다)의 징표를 가진다. 제1페이즈의 능력으로 야구의 볼을 조종해, 타쿠토를 헛손질 시켰다. 비밀회합에 참가하고 있던 1명.
마리노에 호의를 가지고 있어 마리노의 눈앞에서 타우번을 넘어뜨리려고 도전하지만 어이없게 패배, 스타 드라이버의 자격이 박탈되었다.
료 긴타 / 캐멀 스타 (リョウ ギンタ / キャメル スター)
성우 - 키무라 료헤이
남십자 학원 고등부 3학년. 베니싱 에이지에 소속하는, 사이바디 「기메록크」의 스타 드라이버.「기멜」( 「낙타」의 의미를 가진다)의 징표를 가진다. 제1페이즈의 능력으로 동물에 빙의 할 수 있다. 비밀회합에 참가하고 있던 1명. 타우번과 싸우는 차례를 결정하는 다트에서는 일부러 지고 차례를 늦추거나(다트 자체는 능숙한 것 같다), 전술로 제1페이즈의 능력을 이용하는 등, 책사적인 면도 있다. 때문에 케이트의 정체도 깨닫고 있었다.
헤드와 카타시로 료스케의 회화를 몰래 엿들어 미나미의 무녀의 봉인 해제를 기다릴 필요가 없다고 판단해, 허브에 빙의 하고 타쿠토를 덮쳐, 자신에게 유리한 상황으로 싸운다. 기체를 분리시키고 와코를 노리지만 코우가 방해를 하여, 그 틈을 노린 타우번에 패배한다.
아타리 코우 / 니들 스타 (アタリ ウ / ニードルスター)
성우 - 사이가 미즈키
2학기부터 남십자 학원 고등부 1년에 편입한 여학생. 제3페이즈 이행 후에 어른 은행으로부터 전향해, 베니싱 에이지에 소속, 사이바디 「코프라이트」의 스타 드라이버.「코프」( 「바늘의 구멍」의 의미를 가진다)의 징표를 가진다.「바늘의 구멍」이라고 하는 제1페이즈의 능력을 가져, 바늘의 구멍으로부터 들여다 본 상대에게 빙의 할 수 있다. 이 능력은 손을 잡는 것으로, 타인과 능력을 동시에 사용 가능.
마도카와 같은 방에 살고 있어 함께 행동 할 때가 많다. 또, 마도카를 소중히 생각하고 있다. 마도카와는 대조적으로 보이시한 풍모이지만, 엄청나게 괴상한 성격.
가라오케점에 와있던 타쿠토와 스가타, 마도카와 함께 빙의 하지만, 와코나 케이트에 간파해 그 후 사이바디로 타우번에 도전하지만 패배하고 있다. 후에 리스크를 뜻에 코프라이트를 복원시키지만, 타우번과의 전투에서는 또 패배하고 만다. 아프리보와제 할 때의 대사는 「기계공자, 일도양단! 은하 미소년, 코프라이트!」.
케이 마도카 / 윈도 스타 (ケイ ドカ / ウィンドウスター)
성우 - 유카나
코우와 같이 2학기부터 남십자 학원 고등부 1학년에 편입한 여학생. 제3페이즈 이행 후, 른 은행으로부터 전향하고, 베니싱 에이지에 소속, 사이바디 「헤겐트」의 스타 드라이버.「헤」( 「창」의 의미를 가진다)의 징표를 가진다.「미로왈」라고 하는 제1페이즈의 능력을 가져, 주위를 어두운 곳으로 하고, 자신 이외의 모든 것을 환각이 보이는 세계로 유인한다.
카나코와는 구면의 사이이며 아가씨와 같은 풍모이지만, 「정말로 위험한 아가씨」라고 불릴 만큼 과격한 일면도 가진다.「은하 미소년」이 되고 타우번에 싸움을 거는 것도, 「타우 사일」에 의해서 패배했다.
그 후, 「오버 페이즈·시스템」에 의해 헤겐트를 복원하는 것과 동시에 제3.5페이즈 상태가 되어, 타우번을 압도하는 것도, 와코에 의해 페이즈를 되돌려져 재차 패배한다. 이 전투의 이후로 명백히 정체를 알려져 버린 후에, 타쿠토에는 더 이상 이길 수 없다고 판단했기 때문에, 이후로 코우와 함께 섬에서 나간 걸로 추정. 아프리보와제 할 때의 대사는 「현란등장! 은하 미소년, 헤겐트!」(21화에서는 「은하 미소년」의 부분이 「오버 페이즈」이 되고 있었다).

#### 제3대 부겐빌리아(ブーゲンビリア)
대표는 케이트. 부대 중에서, 스타 드라이버는 전원 여성으로 구성되어 있어 그 인원수도 적다. 부대의 마크는 하트.
니치 케이트 / 이브로뉴(ニチ ケイト / イヴローニュ)
성우 - 코시미즈 아미
남십자 학원 고등부 1학년. 15세. 타쿠토들의 클래스의 반장으로 화학 실험부 부장. 하지만 정체불명의 약품을 제조하는 것이 취미이며 때로는 학생들을 실험체로 쓰기도 하는 위험인물. 이름순은 타쿠토의 전. 안경과 흑발의 포니테일이 특징. 부겐빌리아의 대표를 맡는다. 화학 약품을 이용하고 사람을 재우거나 조종할 수 있다. 외견 그대로 성실하고 침착한 분위기의 소녀이다.
실은 사이바디의 봉인을 담당하는 사방의 무녀의 1명이자 히가시의 무녀(동쪽의 무녀)이며, 무녀의 사이바디 「케토나」와 아프리보와제 할 수 있다.「케토」(「日」「벽」이라고 하는 의미를 가짐)의 징표를 가진다. 와코에게 정체를 밝히고 스스로 헤드에게 봉인을 파괴된 것으로 징표는 소멸했다. 그녀는 겉(표) 무녀이며, 증조모의 대까지는 신사도 있던 것 같다. 무녀면서 왜 기라성 십자단에 가담하고 있는지는 불명.
와코나 스가타와는 소꿉친구이며, 어렸을 때는 자주 놀고 있었다. 현재는 2명과는 친하지 않지만, 스가타에 대해서는 가지고 있는 모습. 또, 스가타가 깊은 잠에 빠졌을 때는 제1페이즈의 힘으로 돕고 있었다. 통찰력에 뛰어나고 베니오나 미도리의 정체를 간파하고, 맨티콜이 아인고트로 무녀의 수색을 실시했을 때, 그 증언이 거짓말인 것을 간파했다.
학교에서는 고지식한 분위기로, 아직도 가수의 꿈을 다 버릴 수 없는 와코를 식은 눈으로 보고 있지만, 숙모의 운영하는 가라오케점에서는 도와 수시로 아이돌과 같이 춤추면서 가라오케에 열중하거나 노래를 하는 모습이 열정적인 모습. 노래를 열창하는 것을 타쿠토에게 들키는 바람에 초조해 하지만, 타쿠토가 누구에게도 말하지 않고 있기 때문에 이후는 타쿠토에 대해서 호의적으로 보인다. 또, 타쿠토의 일을 의식하고 있다.
야노 마미 / 온디누 (ヤノ マミ / オンディーヌ)
성우 - 사이토 치와
남십자 학원 고등부 1학년. 15세. 해녀이기도 하다. 항상 기분이 안 좋은 표정과 주근깨가 특징. 부겐빌리아에 소속해, 사이바디 「카플렛」의 스타 드라이버. 제1페이즈의 능력으로 소녀형의 전투 인형 「머메이돌」를 낳을 수 있지만, 아프리보와제는 능력을 컨트롤 되어 있지 않다.
섬의 바깥으로부터 온 외지 사람을 매우 싫어하고 있기 때문에, 타쿠토에도 강한 적의를 안고 있어 그와 사이가 좋은 와코도 「경솔한 여자」라고 매도하고 있다. 그러나, 시마우치 출신의 미즈노에 대해서는 미즈노가 타쿠토를 좋아하고 있는 것을 알지 못하고 딴사람과 같이 친하게 지내고 있다.
독단으로 「머메이돌」를 사용해 타쿠토와 와코를 습격하지만, 자신의 능력을 제어하지 못하고 폭주시켜 버린다. 그 후, 이브로뉴의 지시에 의해서 아프리보와제하여 타쿠토에 대전을 도전하지만, 스가타를 공격한 것으로 그가 노여움을 사 버려, 또 다시 지고 만다.

#### 제4대 어른 은행(おとな銀行)
대표는 카나코. 카나코의 남편인 레온 와타나베가 총수 그랜트 네루 재단을 통해서 기라성 십자단에 자금을 원조 하고 있다. 부대의 마크는 다이아.
와타나베 카나코 / 은행장 (ワタナベ・カナコ / 頭取（とうどり）)
성우 - 니이나 아야노
남십자 학원 고등부 1학년. 15세. 타쿠토의 클래스 메이트로 이름순은 타쿠토의 뒤. 고교생이지만 이미 유부녀이며, 남편은 세계적인 대재벌의 그랜트 네루 재단의 총수인 레온 와타나베이며, 15세라고는 생각되지 않을 정도로 발군의 몸매와 성숙한 분위기의 소유자이다. 덧붙여서 그녀를 레온 와타나베를 소개한 것은 시몬느의 어머니이며, 레옹의 애인인 메리젠느이다.
섬에 정박하고 있는 호화 여객선 「썬더 걸 호」에서 생활하고 있다. 클래스메이트들에게 자신을 「Mrs. 와타나베」라 불리고 싶어한다. 남십자 학원 이전, 학교에 다닌 경험이 없고, 수업중에 태연하게 주위의 인물에게 말을 건네거나 교실에서 머리카락을 컷 하는 등 , 일반 상식이 부족한 면이 있어, 시몬느 왈 「자주 나쁘지도 상식이 없다」해진다. 발군의 스타일과 수완 좋은 투자가로서의 재력, 한층 더 복싱부 주장인 죠지를 3발로 KO 할 정도의 힘을 가지고 있다.
기라성 십자단의 코드네임은 은행장. 어른 은행의 대표를 맡고 있어 사이바디 「베트레이더」의 스타 드라이버. 세계평화의 위협이 될 수 있는 사이바디를 평화적으로 관리해야 한다고 생각하며, 그랜트 네루 재단에 의한 자금 원조를 하고 있으며 기라성 십자단의 전 사이바디의 소유권을 주장하고 있다. 시몬느의 언니인 밀레느와는 친구끼리, 자신의 미워하는 시몬느의 비밀을 알고 있었지만, 로맨틱한 시추에이션이라는 말을 한다. 과거에 교통사고로 의식 불명이 된 시몬느를 사이바디와 아프리포와제 시키는 것으로 한 일로, 그녀를 소중히 하고 있어, 타쿠토에도 자신의 보물이라고 말하고 있었다. 때문에, 시몬느가 은하 미소년 타쿠토에 도전하려고 했을 때, 시몬느를 말리고 당황하고 있었다.
쥐와 비슷한 부부장을 가까이 보고 패닉을 일으키고 있었다.
은하 미소년인 타쿠토를 죽여 버릴지도 모른다고 당황하면서도, 사이바디의 평화적 소유를 위해서 그와 싸우지만, 패배. 스타 드라이버의 자격이 박탈되었다. 타쿠토가 뱅커(타카시)를 넘어뜨린 것을 계기로, 그에게 흥미를 가지게 되어, 와코나 미즈노나 마리노와 같이, 타쿠토에게 특별한 관심을 가지고 있는 1명이 되었다. 제24화에 대해 제4페이즈 이후의 위기감이 현실이 된다고 헤아렸을 때 「썬더 걸 호」를 도민에 대한 피난 장소로서 개방하도록 시몬느와 타카시에게 명했다.
시몬느 아라곤 / 세크레터리 (シモーヌ アラゴン / セクレタリー)
성우 - 타케타츠 아야나
남십자 학원 고등부 1학년으로, 타쿠토의 클래스 메이트. 카나코의 시녀이며 프랑스 사람의 소녀. 카나코의 통역을 담당하기도 한다. 어른 은행에 소속, 사이바디 「다레토스」의 스타 드라이버.
카나코의 남편, 레옹과 그 비서인 메리젠느와의 사이에 태어난 딸(아가씨)이며, 본명은 파멜라 아라곤.
오랫동안 편모에게 자라고 있어 아버지의 존재는, 1년 전에 언니 밀레느로부터 들을 때까지 몰랐다. 그리고 레옹이 어머니를 버리고 카나코와 결혼한 것으로, 언니에게 설득해져서 복수를 위해서 시몬느란 가짜 이름을 내세워 카나코의 비서가 되었다. 카나코를 「사모님」이라고 불러, 항상 온순한 대응을 하면서도, 속으로는 무척 미워하고 있었다. 그러나 타우번과의 전투 후, 카나코를 방문한 밀레느로부터, 카나코와 밀레느가 친구라는 것, 1년 전의 교통사고로 의식 불명이 된 자신을 돕기 위해서 카나코가 사이바디를 사적으로 활용해 아프리보와제 했던 것, 메리젠느가 카나코의 재능을 인정해 레옹에게 추천했다고 하는 여러 가지 사실을 듣는다.
모든 사실을 알고 있던 카나코로부터도, 로맨틱한 시추에이션을 이유로 말하지 않은 것을 들어 그녀에 대한 심경은 「싫다」로부터 「너무 싫다」로 바뀌었지만, 속으로 그렇게 싫지만은 않은 모습. 전투 후에 타쿠토에 특별한 감정을 가지기 시작했지만, 타카시의 일도 신경이 쓰이고 있고, 타카시가 베니싱 에이지로 옮겼을 때에는 쇼크를 받고 있었다.
다이 타카시 / 뱅커 (ダイ タカシ / バンカー)
성우 - 아카바네 켄지
남십자 학원 고등부 1학년으로, 타쿠토의 클래스 메이트. 카나코의 심부름꾼이자 어른 은행 소속이며, 사이바디 「차딕트」의 스타 드라이버. 카나코의 명령에는 온순하고, 그 이외에는 우유부단 한 것처럼 보이지만, 타쿠토와 대결하기 위해, 카나코를 쫓아버리도록 말해 온 시몬느를 반대로 이용하려고 하는 등 , 그 안에는 교활한 면도 있고 본심은 알 수가 없다. 검도부에 소속해 있어 사이바디에 탑승했을 때도 검 기술을 시현했다.
실은 「트데」( 「파피루스」의 의미를 가진다)의 징표 소유자로, 본래는 전기관을 사용하지 않아도 사이바디를 움직일 수 있지만, 제2페이즈이었기 때문에 전기관을 타지 않을 수 없었다. 때문에, 타쿠토에 패배해, 스타 드라이버로서의 자격이 박탈되었지만, 어딘가 겁없는 미소를 띄우고 있었다. 그 후, 사이바디의 타레토스에 탑승해 타쿠토를 추적하지만, 스가타의 원호를 받은 타쿠토에게 다시 패배한다.
기라성 십자단이 제3페이즈에 진행하고 베니싱 에이지에 소속된다. 다른 베니싱 에이지의 멤버에게 「도를 넣으면 안된다」라고 충고하는 등 신중한 일면도 보여 사이바디의 복원율에 관해서도 약간 불안을 가지고 있다. 마도카가 제3.5페이즈가 된 모습을 눈 앞에서 목격하여, 그 전투 후에 어른 은행으로 돌아온다.

#### 제5대 필라멘트(フィラメント)
대표는 베니오. 대대로 「페이」, 「아레프」, 「테트」(각각 「입」, 「수소」, 「차바퀴」의 의미를 가진다)의 징표를 계승하는 가문으로 태어나고 징표를 잃은 사람들로 구성되어 있어 징표가 끊어져 버린 가문의 명예 회복을 위해서 결성된 대. 이름에는 전구와 같이 기라성 십자단을 밝게 비춘다고 하는 의미도 포함되어 있다. 그리고 구성원의 3명은 소꿉친구이기도 하다. 부대의 마크는 클로버.
시나다 베니오 / 스칼렛 키스 (シナダ ベニオ / スカーレット キス)
성우 - 치바 치에미
남십자 학원 고등부 2학년. 기숙사의 사감과 검도부의 부장을 맡는 소녀. 몸집이 작고 귀여운 여자아이지만 검도부 부장을 맡고 있을 정도로 검술 실력이 뛰어나다. 필라멘트의 대표이며 사이바디 「패젠트」의 스타 드라이버. 제1페이즈의 능력으로 키스를 한 인간을 조종하는 힘을 가진다. 기숙사의 자기 방에서는, 자신의 능력으로 포로로 한 남자들의 사진을 붙여, 콜렉션으로 하고 있다.
어릴 적, 자신과는 달리 「징표」를 계승하는 가문으로 초등 학생 스가타에 검도에서 진 이후로, 그에게 연모하는 마음을 계속 가지고 있었다. 타쿠토와의 전투에서, 패젠트의 능력을 이용해 스가타의 징표가 가진 자메크의 힘을 수중에 넣어, 타쿠토를 쓰러뜨리려 하지만, 반대로 스가타의 강한 의지에 패전트를 조종되어 버려 아무것도 할 수 없는 채로 지고만다.
후에 패젠트를 재생시켜, 검도의 기술로 다시 타쿠토에 도전하지만, 두 번째 공격을 막는 바람에 패배, 현실의 검도의 시합에서도 패배한다. 그 일로 인해, 타쿠토도 밉게 여기지 않고 좋게 생각하게 된다.
혼다 죠지 / 레이징 불(ホンダ ジョージ / レイジング ブル)
성우 - 타카기 슌
남십자 학원 고등부 2학년. 복싱부 부장. 필라멘트에 소속해, 사이바디 「알레피스트」의 스타 드라이버. 제1페이즈의 능력으로 순간 이동이 가능. 복싱의 팔도 합쳐져 고속의 근접 전투를 자랑으로 여기고 있어 살아있는 몸의 백병전에서는 타쿠토를 압도했지만, 사이바디의 싸움으로 타쿠토에 지고 스타 드라이버의 자격이 박탈되었다.
자격 박탈 후에 스타 드라이버 복귀를 위해 자기 방에 틀어박여 트레이닝을 계속하고 있었지만, 카나코에 부탁받아 그녀의 스파링 파트너를 맡았을 때는 3발로 KO 되어 버렸다. 이 일은 상당한 쇼크였던 모양으로, 그 후도 같이 자기 방에 틀어박여 이전 그 이상의 트레이닝을 하고 있다.
고우다 테츠야 / 스피드 키드(ゴウダ テツヤ / スピードキッド)
성우 - 스기야마 오오키
남십자 학원 고등부 2학년. 취미는 오토바이 운전으로, 학원에도 오토바이로 통학한다. 필라멘트에 소속, 사이바디 「테트리어트」의 스타 드라이버.
베니오의 키스에 의해서 조종되어 약간의 흥분 상태로 타쿠토와 싸우지만, 「타우 은하 빔」에 패배. 스타 드라이버의 자격이 박탈된다.

#### 제6대 과학 길드(科学 ギルド)
대표는 미도리. 다른 실행 부대와 달리, 기술개발을 전문으로 한다. 미도리 이외는 대학부의 연구원으로서 섬에 와 있다 (미도리는 미소년을 좋아해서, 고등부의 보건의를 선택했다). 부대의 마크는 조커.
오카모토 미도리 / 프로페서 그린 (オカモト ミドリ / プロフェッサー グリーン)
성우 - 쿠와시마 호우코
남십자 학원의 보건의로, 화학 실험부 고문. 학원의 OG이기도 하다. 기라성 십자단에서는 과학 길드 대표이며 사이바디 「요독크」의 스타 드라이버. 평소에는 느슨하고 온화한 분위기의 성격, 제1페이즈의 능력으로 젊어질 수 있지만, 시공을 뒤틀어 버려, 능력을 사용할 때마다 지진을 일으키고 있었다.
기라성의 스타 드라이버 중에서는 그녀만이 왠지 가면에 징표가 새겨지지 않았다.
사이바디에 관한 연구를 혼자서 담당하고 있어 일하는 태도는 확실하지만 매우 잘생긴 미소년을 좋아하고, 타쿠토를 손에 넣어 은하미소년의 남성미를 즐기는 것. 그러나, 그것이 원인으로 자멸에 가까운 형태로 타쿠토에 패배해, 스타 드라이버의 자격이 박탈되었다.
하지만 그 후, 야간 비행의 준부원 아오키 츠바사의 고백을 받아 그와 사랑하는 사이가 된 것 같아서 , 마음에 여유가 생겨 사이바디의 수복 방법을 알게 되어 대성과를 거둔다. 이후는 PC에, 츠바사와 함께 찍은 사진의 데이터를 거두고 있었다.
시부야 히데키 / 프로페서 실버 (シブヤ ヒデキ / プロフェッサー シルバー)
성우 - 토비타 노부오
과학 길드의 멤버. 미도리(그린)를 서포트하는 존재이지만, 대표인 미도리에서는 경어를 사용되고 있다. 헤드가 기라성에 참가하기 전부터 지하 유적의 조사를 실시하고 있었다.
음지에서 베니싱 에이지와 내통하고 있어 그들의 쿠데타에 참가했다. 또, 신고의 주치의도 맡는 것 외에 사용한 사이바디의 페이즈를 인위적으로 올리는 「오버 페이즈 시스템」도 개발하고 있다.

#### 그 외의 인물
키타의 무녀(북쪽의 무녀) / 사카나 (気多の巫女（きたのみこ） / サカナちゃん)
성우 - 토마츠 하루카
사이바디의 봉인을 담당하는 사방의 무녀중 1명이며, 무녀의 사이바디 「눈나」와 아프리보와제 할 수 있는 15세의 소녀.「눈」( 「물고기」의 의미를 가진다)의 징표를 가지고 있었지만, 봉인이 파괴된 것으로 소멸했다. 본명은 미상이지만, 헤드는 「사카나」라 부르고 있었다.
지키고 있던 봉인이 풀렸기 때문에, 제2페이즈로 이행해 전기구에 의한 사이바디의 원격 조작이 가능하게 되었다. 무녀로서의 능력을 잃은 다음은 이사장실의 새장에 유폐 되어 헤드의 이야기 상대가 되고, 노래를 부르거나 옛날 이야기를 들려주고 있었다. 그러나, 헤드에 들려주고 있던 오징어 사냥꾼 샘의 이야기의 결말이, 그의 뜻에 맞지 않아 새장에서 나가 해방되고 섬으로부터 나가는 일이 되었다. 이야기를 들려주는 동안 헤드가 좋아하고 또한 자신도 그런 헤드가 좋아져, 해방되었을 때는 눈물을 흘리고 있었다.
헤드(미야비 레이지)와 사카나는 제2페이즈로 이행하기 전의 시기에 연인이었던 것으로 추정. 사카나가 섬 밖으로 나갈때 헤드가 한 대사를 보면 헤드가 붙잡은 것이 아닌 그냥 자발적으로 있었던것이 확실하다. 애당초 목에 맨 사슬은 어디에도 묶여있지 않았고 새장도 혼자 열고 나갔전 점에서 알 수 있지만. 오징어 사냥꾼 샘의 이야기가 헤드의 행동 겹치는 부분 - 배를 띄우기 위해 사랑하는 사람을 희생시킨 점등 - 이 많은 것을 보면 사카나의 목적은 헤드의 마음을 돌리키고 싶었던지, 질책하고 싶었던것이 아닐까?
마키나 루리 (マキナ ルリ)
성우 - 카토 에미리
와코의 중학교 친구. 자신있는 요리는 니쿠자가(감자고기조림), roll cabbage, 고로케. 타쿠토나 와코와 함께 있는 것이 많다. 현재 타카스기라고 하는 선배와 교제하고 있다.
아오키 츠바사 (アオキ ツバサ)
성우 - 오노 켄쇼
남십자 학원 고등부 1학년. 자전거부 소속이지만, 기계에 강하고, 연극부가 공연을 할 때 스피커 등의 조정을 실시한다. 미도리에 호감을 가져, 현재는 미도리와 연인 사이.
이시노 히토미 (イシノ ヒトミ)
성우 - 마에다 아이
남십자 학원 고등부 교사. 영어 담당이지만 저지 모습. 스타일 발군의 미녀이지만, 남자 복은 없는 것 같고 때때로, 푸념을 불평한다.
마스터 (マスター)
성우 - 타케우치 료타
타쿠토들이 자주 이용하는 식당 「이타」의 주인. 알로하 모습. 귀여움 혹은 아름다운 여성에게 보는 눈이 있는 것 같아서, 미즈노를 보트에 태웠을 때는 이상하게 텐션이 오르고 있었다.
마츠야마 히로시(マツヤマ ヒロシ)
성우 - 이구치 유이치
남십자 학원 고등부 1학년. 타쿠토의 클래스메이트.
요우 후지노 (ヨウ フジノ)
성우 - 히다카 노리코
마리노와 미즈노의 모친. 남편을 찾아, 어린 쌍둥이 자매를 두고 섬을 나와 버렸다. 그러나, 돈이 없어졌는지 섬에 돌아오고, 마리노와 미즈노를 맡기고 있는 니시모리 아주머니에게 돈을 빌려달라고 했다. 쿄토에 거주하고 있다.
니시모리 아주머니 (ニシモリのおばちゃん)
성우 - 야마구치 쿄코
마리노와 미즈노를 남기고 섬을 나간 후지노에 대신해, 자매를 돌보고 있었다. 미즈노가 니시의 무녀임을 알고 있어, 또 마리노를 미즈노가 만들어 낸 또 하나의 존재라고 파악하고 있었다.
레온 와타나베 (レオン ワタナベ)
성우 - 오가와 신지
카나코의 남편이며, 대재벌 그랜트 네루 재단의 총수. 또 밀레느와 시몬느(파멜라) 자매의 부친이기도 하다.
밀레느 아라곤 (ミレーヌ アラゴン)
성우 - 오가사와라 아리사
시몬느의 언니이며, 카나코의 절친.
시몬느가 타우반에 패배한 날, 카나코의 배를 방문하고 그리고 시몬느에게 1년 전의 진실을 이야기한다.
아게마키 아게하 (アゲマキ アゲハ)
성우 - 쿄다 히사코
와코의 조모. 타쿠토에 언제 「타우」의 징표를 계승했는지 묻거나 니시의 무녀의 숙명을 모르는 미즈노에게 해설을 하는 등, 은하 미소년과 사방의 무녀를 잘 알고 있다.
야마다 마모루 (ヤマダ マモル)
성우 - 나카니시 히데키
남십자 학원 고등부의 기숙사생. 방이 타쿠토의 근처. 베니오에 고백하는 것도, 반한 이유가 「베니오가 벌로서 수영복으로 거꾸로 오르기 100회를 하고 있는 곳을 숨어서 찍은 비디오를 매일 보고 있었기 때문에」였기 때문에, 베니오에게 실컷 야단을 맞는다. 여담이지만, 그 비디오를 촬영한 것은 테츠야라고 본인이 폭로했다.
츠나시 이쿠로 (ツナシ イクロウ)
성우 - 시바타 히데카츠
타쿠토의 조부로, 토키오의 부친. 타쿠토에 「징표」를 양보했다.
오카다 하나 (オカダ ハナ)
성우 - 카와시마 우미카
타쿠토의 옛 친구이자 첫사랑. 제22화로 야간 비행의 무대를 보기 위해서 섬을 방문했다.
코모리 나츠오 (コモリ ナツオ)
성우 - 이리노 미유
타쿠토의 옛 친구로 고인이다. 병으로 죽게 되지만, "하고 싶은 것과 해야 할 것이 일치했을 때 세계의 목소리가 들린다."는 말을 남기고 그것이 타쿠토의 인생에 큰 변화를 가져오게 된다.
니치 고시키 (ニチ ゴシキ)
성우 - 카츠기 마사코
케이트의 숙모. 남십자섬에서 가라오케 점을 경영하고 있다. 케이트의 모친은 케이트가 어릴 적에 돌아가셨다.
소라 (ソラ)
성우 - 오리카사 후미코
카타시로 료스케의 약혼자이며, 타쿠토의 모친.
카타시로 료스케와는 친가끼리 결정한 정혼자의 관계에 있었지만, 카타시로 료스케에 대해서는 호의를 가지고 있었다. 하지만, 카타시로 료스케에서는 사랑받고 있다고 느낄 정도의 호감는 느낄 수 없었기 때문에, 토키오가 나타난 이후, 그의 매력에 반해 버린다. 그리고 타쿠토를 임신하지만, 토키오는 혼수 상태가 되어 버린 신고에 흥미를 보인다. 그 후, 토키오가 좋아하지 않는 사실을, 자신을 걱정해 주었던 카타시로 료스케와 사이가 멀어지지만, 본인에게 자신의 사진을 거두고 있던 회중 시계를 건네 받은 일로, 사실은 자신을 깊게 생각해 주고 있던 사실을 알게 되어, 스스로 섬을 떠나 갔다. 이쿠로에 타쿠토를 맡긴 이후의 행방은 모른다.
카타시로 료스케로부터 받은 회중 시계는 타쿠토에 물려져, 훗날 와코의 생일 선물로서 그녀에게 건네졌다.
마키바 신고 (マキ シンゴ)
성우 - 아사누마 신타로
일찍이 헤드가 섬의 어딘가로부터 나타난 「w」( 「신」이라 읽고 「이빨」의 의미를 가진다.)의 징표의 소유자. 징표를 헤드에 양보할 약속을 했지만, 사이바디의 복원에 실패해 현재는 깊은 잠에 들어 있다. 본인 왈 「생각했던 대로 어른이 될 수 없었던 것으로 잠에 붙었다」같다.
최종 결전 전, 각성 하여 헤드에 징표를 건네주었다.

## 사이바디와 스타 드라이버
남십자 섬의 지하에 안치된, 고대 은하 문명이 남긴 공학 유기 결정체의 오리하르콘으로 구성된 수수께끼의 인간형 로봇을 사이바디라고 불러, 그것을 조종하는 사람을 스타 드라이버라고 부른다. 그리고, 사이바디와 스타 드라이버가 일체가 된 상태를 「은하 미소년」이라고 부른다(설정에서는 여성도 소년에게 포함되기 위해 여성도 은하 미소년과 칭해진다).
사이바디는 통상, 마네킹과 같은 소체 상태이지만, 스타 드라이버가 아프리보와제(관계를 형성)하는 것에 의해서 고유의 모습과 능력을 취득해, 자동적으로 사이바디가 가지는 고대 문명의 기억을 공유한다. 또, 스타 드라이버가 되면 「제1페이즈」이라고 하는 특수한 능력을 얻을 수 있다. 그리고 제1페이즈 이외에도 징표 그 자체에 능력이 있는 모양으로, 와코나 카타시로 료스케가 그러한 능력을 사용하고 있다. 다만, 사이바디가 파괴되었을 경우, 진짜 「징표」를 가지는 사람 이외는 제1 페이즈의 능력은 없어진다. 덧붙여 아프리보와제 하려면 가슴에 빛나는 「징표」가 필요함으로, 전사의 「징표」는 소유자의 의사로 주고 받을 수 있다. 기라성 십자단에서는 타우번을 포함해 22체의 사이바디의 존재가 확인되고 있다. 과학 길드에 의하면 사이바디는 핵공격에도 충분히 견딜 수 있는 강도를 가지면 계산되고 있다.
사이바디가 기동하면, 악용되지 않기 위해 고대 문명인이 만든 장치 「제로 시간」이 발동해, 거기에 따르는 이공간이 퍼져, 통상의 시간은 멈춘다. 그 때, 「징표」가 있는 사람은 강제 전송 되어 그 중에 전투에 직접 관계가 없는 사람은 「구체」라 불리는 특수 공간에서 관전하게 된다. 이 구체는 「징표」가 어떤 사람이나, 가면을 붙이고 있는 기라성 십자단원이면 시간이 멈출 것은 없다. 구체 자체는 무르고, 전투의 충격으로 간단하게 파괴되어 버린다.
사이바디에게는 전사 타입과 무녀 타입이 있어, 평소에 악용되지 않게 「사방의 무녀」에 의해, 무녀 타입이 전사 타입을 봉인하는 형태가 되어 있다. 봉인에는 5개의 단계(페이즈)가 있어, 완전하게 봉인되고 있는 「제1페이즈」에서는 사이바디와 아프리보와제 할 수 있어도 움직일 수 없지만, 특수 능력을 얻는다.「제2페이즈」의 단계에서는 움직일 수 있어도 「징표」가 있는 사람이라도 무녀와 타쿠토를 제외한 사람은 타지 못하고, 전기구를 사용한 원격 조종 밖에 할 수 없다.「제3페이즈」이 되면 직접 조종 할 수 있게 된다.「제4페이즈」에서는 보다 강하고 사이바디와 일체화할 수 있지만, 제로 시간에 갇히는 위험성이 있다고 한다. 그리고, 최종의 「제5페이즈」으로 사이바디를 제로 시간 외에서도 움직일 수 있게 된다고 말해지고 있기 때문에, 기라성 십자단은 그것을 최종 목표로 하고 있다. 그리고 제3페이즈 이후는 「징표」를 가지는 사람 이외는 사이바디를 움직일 수 할 수 없다.
기라성 십자단은 사이바디에 직접 탈 수 없는 「제2페이즈」의 단계에서도 조종을 가능하게 하는 원격 조종장치 「전기관」를 사용해 조종하며, 스스로의 가면을 세트 하는 것에 의해서 가면에 새겨진 「징표」에 대응하는 사이바디와 아프리보와제 한다. 그것과 동시에 「징표」는 기계로 자동적으로 붙일 수 있지만, 그 때에는 아픔이 수반한다. 원격 조종 때문에, 사이바디가 폭발해도 조종자의 생사에 영향은 없지만, 직접 타 조종 하는 방법에 비하면 뒤떨어지는 면이 있었다. 제3페이즈 이행 후, 「진짜 「징표」를 가지는 사람 이외는 사이바디를 움직일 수 할 수 없기 때문에, 필요없다」라는 이유로 전기관은 파괴되어 버렸다.
스타 드라이버에는 드라이버 자신의 리비도를 에너지로 한 「스타 소드」라고 불리는 빛의 검을 무기로 가지는 사람이 존재해, 기라성 십자단에서는 12개의 스타 소드의 존재가 확인되고 있다. 또, 12개의 스타 소드에는 각각 탄생석의 이름이 그대로 이어지만 약간씩 변형되어있다.
파괴된 사이바디를 고치기 위해서는 스타 드라이버가 아프리포와제 할 필요가 있지만, 거기에는 스타 드라이버의 리비도가 필요하다. 필요한 양의 리비도가 없으면, 생명력을 빨아 들여질 만한 결과에 끝난다(기라성 십자단에서는, 「역대의 킹 자메크의 스타 드라이버가 죽음의 잠에 오른 것도 그것이 원인」이라고 생각하고 있다).

#### 사이바디의 종류
사이바디의 이름과 그 스타 드라이버가 가지는 「징표」는 페니키아 문자에 유래한다.
알레피스트
제1화에 등장. 제5대 필라멘트 소속, 스타 드라이버는 죠지(레이징 불).
거대한 체구에, 머리 부분과 어깨로부터 나 있는 소와 같은 모퉁이가 특징. 기술은, 돌진 공격의 「버팔로 크래쉬」. 타우번에 격투를 도전했지만 어깨의 모퉁이를 떨어진 후, 타우번이 펀치를 날림으로 안면이 파괴되어 기능 정지.그러나 마지막화에서 문장이 다시 생겨나 복구됨